# Sergej Makarov
Sergej Aleksandrovitj Makarov (russisk: Сергей Александрович Макаров ; født 19. marts 1973 i Podolsk) er en russisk atletikudøver (spydkaster), der vandt guld i spydkast ved VM i 2003 og vandt to OL-medaljer.

## Atletikkarriere
Makarov deltog i OL 1996 i Atlanta, hvor han blev nummer seks i spydkast, mens han ved det følgende OL i Sydney nærmede sig det seneste tiårs store kaster, tjekken Jan Železný. Tjekken var dog stadig stærkest og vandt sin tredje OL-guldmedalje i træk, mens hans store rival, briten Steve Backley fik sølv, mens Makarov fik bronze. Derpå vandt han vandt sølv i spydkast ved EM i 2002, mens hans karrieres bedste resultat kom året efter, da han blev han verdensmester med et kast på 85,44 m.
Ved OL 2004 i Athen var Železný og Backley igen favoritter, men var nu begge forbi toppen af deres karrierer, og ingen af dem fik medaljer denne gang. I stedet var det norske Andreas Thorkildsen, der vandt guld med et kast på 86,50 m, mens letten Vadims Vasiļevskis fik sølv med 84,95 m, akkurat foran Makarov, der med 84,84 m igen vandt OL-bronze. Ved VM 2005 vandt Makarov igen bronze, hvilket blev hans sidste internationale medalje. Han deltog også i OL 2008 i Beijing, men kom her ikke i finalen.